# Chalid ibn Saqr al-Qasimi
Scheich Chalid ibn Saqr al-Qasimi (auch: Sheikh Khalid bin Saqr Al Qasimi; arabisch خالد بن صقر القاسمي, DMG Ḫālid b. Ṣaqr al-Qāsimī) (* 1943) ist der ehemalige Kronprinz von Ra’s al-Chaima, eines der sieben Emirate der Vereinigten Arabischen Emirate. Er war niemals der Herrscher.
Der älteste Sohn von Scheich Saqr ibn Muhammad al-Qasimi, welcher das Land von 1948 bis zu seinem Tod 2010 regierte, wurde 1958 zum Kronprinzen und stellvertretenden Herrscher ernannt. 1999 übernahm er die Führung der Staatsgeschäfte, als sich Scheich Saqr aus gesundheitlichen Gründen aus dem Tagesgeschäft zurückzog. 2003 wurde an seiner Stelle der viertälteste Sohn von Scheich Saqr, Scheich Sa’ud ibn Saqr al-Qasimi, zum Kronprinzen ernannt und führte seitdem die Staatsgeschäfte des Emirats.
Im Rahmen des sich verschlechternden Gesundheitszustandes des damaligen formellen Herrschers Scheich Saqr versuchte Scheich Chalid im Jahr 2010 letztendlich vergeblich, die Position des möglichen Nachfolgers Scheich Saqrs als Herrscher Ra’s al-Chaimas zu erlangen.
Chalid ibn Saqr al-Qasimi lebt heute in Schardscha, einem Nachbaremirat von Ra’s al-Chaima.